# International Society of Sculptors, Painters and Gravers

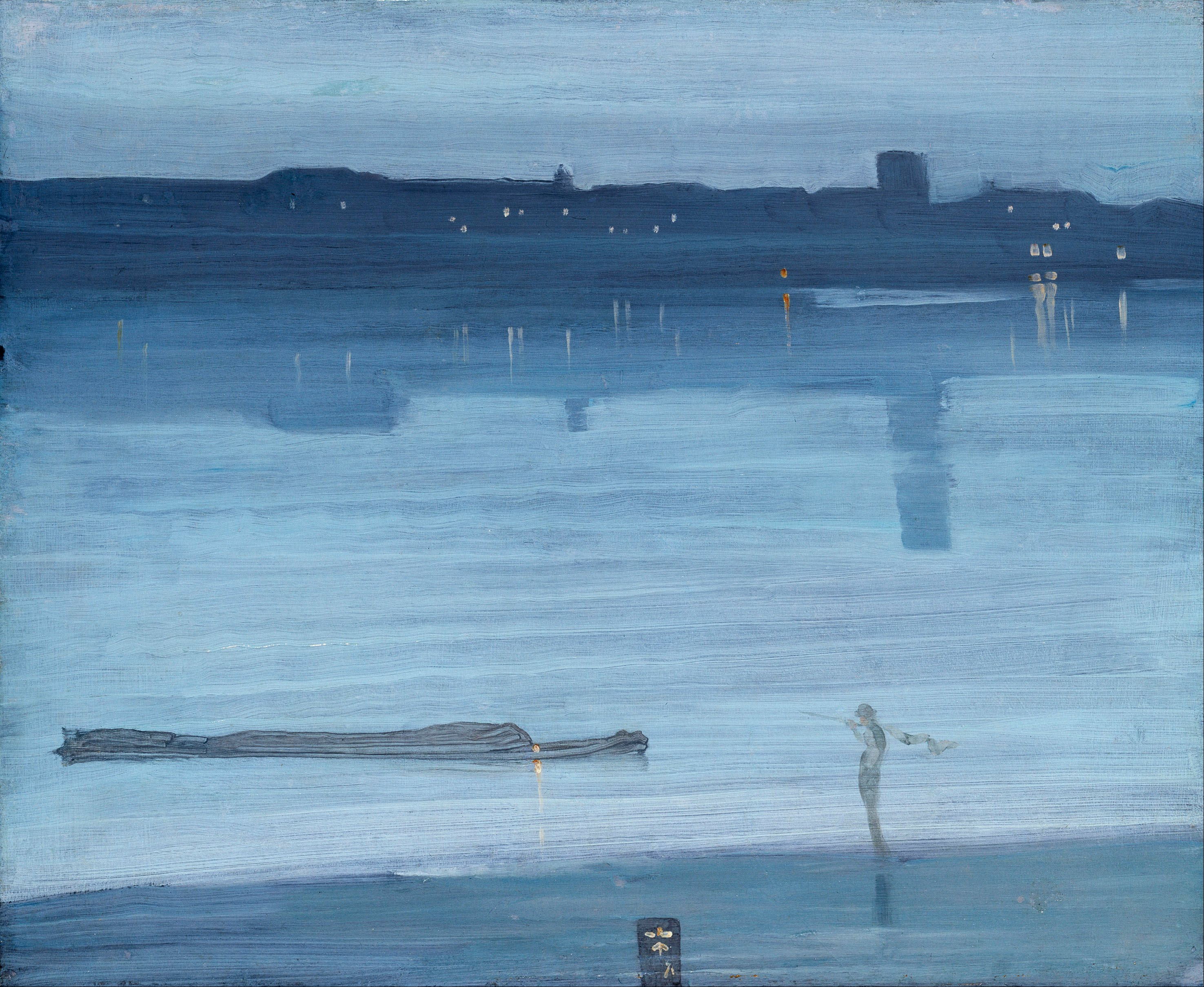
James Abbott McNeill Whistler: Nocturne: Blue and Silver – Chelsea (1871). Tate Britain, London – ausgestellt auf der Fifth Exhibition of the International Society of Sculptors, Painters and Gravers

Die 1896 in London gegründete International Society of Sculptors, Painters and Gravers (kurz: International Society) war eine Künstlervereinigung, die bis 1925 regelmäßig Ausstellungen veranstaltete. Zweck der Gesellschaft war die Organisation internationaler Ausstellungen, die Förderung des Austauschs zwischen Künstlern verschiedener Nationen sowie die Ausrichtung sozialer und kultureller Veranstaltungen. Sie hielt zahlreiche Jahres- und Sonderausstellungen ab.

## Geschichte
Die International Society of Sculptors, Painters and Gravers wurde am 23. Dezember 1897 von Francis Howard gegründet und im Mai 1898 eröffnet. Unter dem Namen International Society fungierte sie als Forum für unabhängige Künstler aus Europa und den USA. Diese wurden eingeladen, Werke einzureichen und internationale Ausstellungen in London und im Ausland zu unterstützen. In den Anfangsjahren wurden Werke von Mitgliedern der Royal Academy abgelehnt. Im Jahr 1904 wurde die Gesellschaft gemäß dem Companies Act als Unternehmen registriert. Der erste Präsident der Gesellschaft war James Abbott McNeill Whistler, gefolgt von Auguste Rodin. Dem ersten Vorstand gehörten unter anderem John Lavery (Vorsitzender), E. A. Walton, Joseph Pennell und Alfred Gilbert an. Insgesamt veranstaltete sie zwischen 1898 und 1925 29 Ausstellungen in London.

## Ziele und Tätigkeit
Als erklärtes Ziel nannte die Gesellschaft die Förderung und Verbreitung von Bildhauerei, Malerei, Radierung, Lithografie, Kupferstich und verwandten Künsten; sie verfolgte dabei ausdrücklich einen internationalen Anspruch (u. a. „non-recognition of nationality in art“ bzw. die Absicht, Werke aus verschiedenen Ländern zusammenzuführen). Die Auswahl und Hängung von Exponaten erfolgte durch gewählte Jurys; die Aktivitäten umfassten Mitgliedsausstellungen, offene Ausstellungen, ein Kunst-Losverfahren (art union) sowie musikalische und gesellschaftliche Veranstaltungen.

## Mitglieder und Ehrenmitglieder (Auswahl)
Die Gesellschaft zog zahlreiche zeitgenössische Künstler aus Großbritannien, Kontinentaleuropa und den USA an. Zu den in den Ausstellungs- und Katalogunterlagen genannten Mitgliedern, Ehren- oder assoziierten Mitgliedern gehören (Beispiele): Alfred Gilbert, Augustus Saint-Gaudens, Constantin Meunier, William Rothenstein, Charles Shannon, Kathleen Scott, Franz Stuck, Ernst Oppler, Reginald Fairfax Wells u. a. (vollständige Namenslisten finden sich in den zeitgenössischen Katalogen).

## Ausstellungsorte
- Prince’s Skating Rink, Knightsbridge, London
- 191 Piccadilly, London
- New Gallery, Regent Street, London
- Grafton Galleries, London
- New Gallery, Regent Street, London
- Grosvenor Gallery, 51a, New Bond Street, London

Während des Ersten Weltkriegs gab es einschneidende organisatorische Folgen: zeitgenössische Quellen und die Forschung berichten, dass deutsche und österreichische Mitglieder während des Kriegszeitraums aus der Mitgliedschaft suspendiert bzw. ausgeschlossen wurden; in der Nachkriegszeit (bis 1925) gab es Versuche, die internationale Beteiligung wiederherzustellen (1925 wurden deutsche Künstler erneut eingeladen). 